# Металлург (футбольный клуб, Купянск)
«Металлург» — украинский футбольний клуб из города Купянска Харьковской области. Является одним из самых титулованных клубов в области. Выступает в Высшей лиге чемпионата Харьковской области.

## История
В 1971 году при участии директора литейного завода И. В. Кошелева была сформирована команда «Металлург». Коллектив возглавили Виктор Ольховский и Евгений Гаврошенко, начальником команды стал ветеран купянского футбола Павел Казьмин.
Свой первый матч «литейщики» провели в мае 1971 с командой «Локомотив» Купянск-Узловой (1:1). Первый гол команды на счету Юрия Габриелова.
В 1972 году команда заняла 2 место в первенстве Харьковской области и завоевала право играть в чемпионате Украины среди коллективов физкультуры.
В 1973 году «Металлург» стал чемпионом Харьковской области.
В 1975 году команда завоевала 2 место в первенстве Украины, Габриелов забил 35 голов. Этот же результат команда смогла повторить в 1977 году, в этом году команда провела первый в своей истории международный матч против польского «Леха» (2:1, голы забили Александр Ефимов, Сергей Згонник).
В 1984 г. «литейщики» впервые завоевали Кубок Харьковской области.

## Достижения
Чемпионат Украины среди КФК:
- Вице-чемпион (3 раза): 1975, 1977, 1986.
- Бронзовый призёр (2 раза): 1987, 1994/1995.

 Чемпионат Харьковской области по футболу 
 Высшая лига: 
- Чемпион (12 раз) — 1973, 1975, 1976, 1977, 1978, 1979, 1980, 1981, 1986, 1987, 1989, 1991.
- Вице-чемпион (1 раз): 1972.
- 3 место (3 раза) — 1971, 2002, 2011.

 Кубок Харьковской области по футболу 
- Обладатель (2 раза): 1984, 1988.